# Richard Hawes

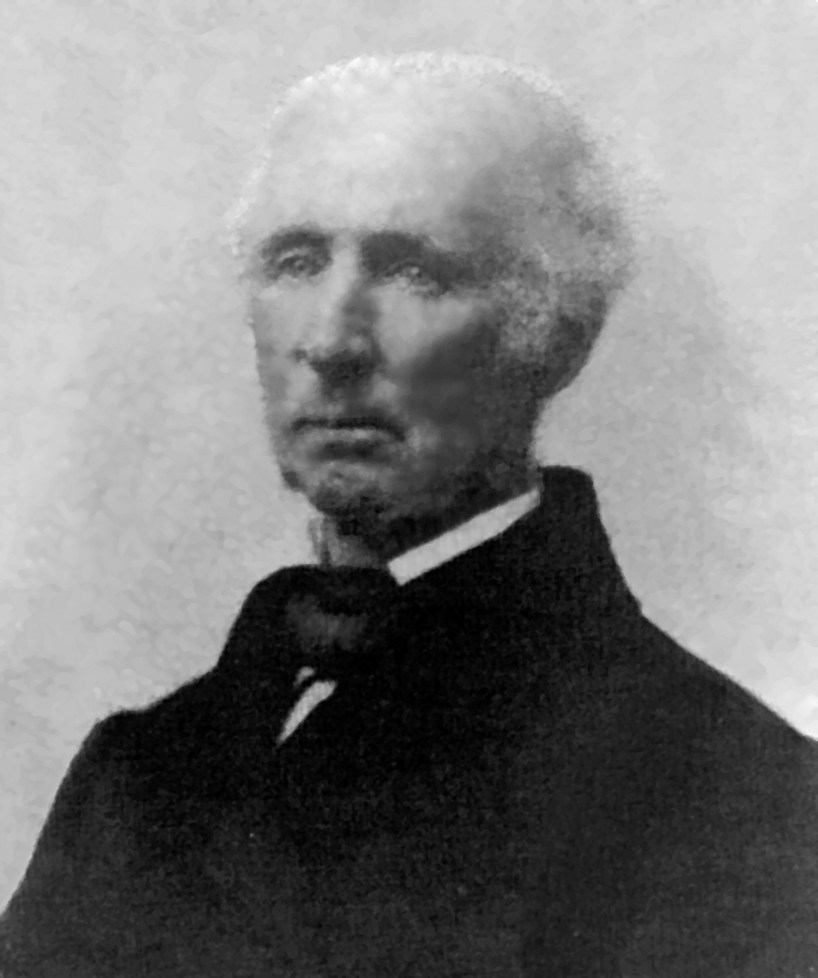
Richard Hawes

Richard Hawes (* 6. Februar 1797 in Bowling Green, Caroline County, Virginia; † 25. Mai 1877 in Paris, Kentucky) war ein US-amerikanischer Politiker. Zwischen 1837 und 1841 vertrat er den Bundesstaat Kentucky im US-Repräsentantenhaus. Außerdem war er zwischen 1862 und 1865 konföderierter Gouverneur von Kentucky.

## Werdegang
Richard Hawes war ein älterer Bruder von Albert Gallatin Hawes (1804–1849), der zwischen 1831 und 1837 ebenfalls für Kentucky im Kongress saß. Er war außerdem ein Neffe von Aylett Hawes (1768–1833), der zwischen 1811 und 1817 den Staat Virginia im US-Repräsentantenhaus vertrat. Einer seiner Cousins war Aylett Hawes Buckner (1816–1894), der zwischen 1873 und 1885 den Staat Missouri im Kongress repräsentierte.
Im Jahr 1810 kam Hawes mit seinen Eltern nach Kentucky. Die Familie ließ sich in der Nähe von Lexington nieder. Dort besuchte Richard die öffentlichen Schulen. Daran schloss sich ein Studium an der Transylvania University an. Nach einem anschließenden Jurastudium und seiner 1824 erfolgten Zulassung als Rechtsanwalt begann er in Winchester in diesem Beruf zu arbeiten. Er nahm außerdem im Jahr 1832 am Black-Hawk-Krieg teil. In den Jahren 1828, 1829 und 1834 war er Abgeordneter im Repräsentantenhaus von Kentucky. In den 1830er Jahren wurde er Mitglied der Whig Party. Im Jahr 1834 kandidierte er erstmals, aber noch erfolglos, für den Kongress.
Bei den Kongresswahlen des Jahres 1836 wurde Hawes dann aber im zehnten Wahlbezirk von Kentucky in das US-Repräsentantenhaus in Washington, D.C. gewählt, wo er am 4. März 1837 die Nachfolge von Chilton Allan antrat. Nach einer Wiederwahl im Jahr 1838 konnte er bis zum 3. März 1841 zwei Legislaturperioden im Kongress absolvieren. Im Jahr 1843 zog Richard Hawes nach Paris in Kentucky, wo er als Anwalt praktizierte. Nach der Auflösung der Wigs in den 1850er Jahren schloss er sich der Demokratischen Partei an. Im Jahr 1856 unterstützte er deren erfolgreichen Präsidentschaftskandidaten James Buchanan. Vier Jahre später gehörte er zu den Anhängern des erfolglosen Bewerbers John C. Breckinridge.
Zu Beginn des Bürgerkrieges war Hawes gegen die Abspaltung Kentuckys von der Union. Stattdessen trat er für die Neutralität des Staates ein. Als sich diese nicht länger aufrechterhalten ließ und die Mehrheit zur Union tendierte, schloss sich Hawes dem Süden an. Für kurze Zeit tat er trotz seines Alters Dienst im Heer der Konföderation. Danach schloss er sich der konföderierten Gegenregierung an und wurde 1862 als konföderierter Gegengouverneur gewählt. Diesen Titel führte er bis zum Ende des Krieges im Jahr 1865, obwohl er faktisch keine Kontrolle über den von Unionstruppen besetzten Staat hatte. Seit 1864 lebte er nahe Richmond in Virginia. Seine Amtseinführung als konföderierter Gouverneur im Oktober 1862 hatte noch in Frankfort, der Hauptstadt Kentuckys, stattgefunden. Noch am selben Tag wurden er und die Truppen des Südens von der Unionsarmee aus der Stadt verjagt.
Nach dem Krieg kehrte er nach Paris zurück. Dort war sein Haus von Unionstruppen zerstört worden. Er leistete einen Treueeid auf die Union und konnte danach seine juristische Laufbahn wieder aufnehmen. Im Jahr 1866 wurde er Bezirksrichter. Noch im gleichen Jahr wurde er als Master Commissioner an einem Berufungsgericht angestellt. Dieses Amt übte er bis zu seinem Tod im Jahr 1877 aus. Richard Hawes war seit 1818 mit Hetty Morrison Nicholas verheiratet. Vier seiner Söhne kämpften im Bürgerkrieg für die Konföderation. Einer wurde dabei getötet. Der Sohn James (1824–1889) war Brigadegeneral in der Südstaatenarmee.